# Cenade
Cenade é uma comuna romena localizada no distrito de Alba, na região histórica da Transilvânia. A comuna possui uma área de 44.31 km² e sua população era de 957 habitantes segundo o censo de 2007.